# Gruppspelet i Uefa Champions League 2010/2011
Denna artikel detaljerar Gruppspelet i Uefa Champions League 2010/2011.
32 lag deltar i gruppspelet: de 22 lag som direkt kvalificerat sig och 10 som tagit sig vidare via kval.
Lagen är indelade i åtta grupper med fyra lag i varje. De två bästa i varje grupp spelar kvartsfinal, trean spelar sextondelsfinal i Europa League. För det lag som slutar sist är Europa-spelet för den här säsongen över.

## Seedning
Gruppspelslottningen gjordes i Monaco den 26 augusti 2010.
Lagen är seedade i fyra grupper baserade på deras UEFA-ranking. De regeránde mästarna, Inter, är automiskt seedeade i korg 1. Lag från samma land kan inte mötas i  gruppspelet. Korg 1 innehåller lag rankade 1-10, korg 2 lag rankade 11-29, korg 3 lag rankade 30-63 och korg 4 lag rankade 64-180 och orankade lag.  
| Korg 1            | Korg 1  |
| Lag               | Rank.   |
| ----------------- | ------- |
| Inter RM          | 100,867 |
| Barcelona         | 136,951 |
| Manchester United | 125,371 |
| Chelsea           | 118,371 |
| Arsenal           | 115,371 |
| Bayern München    | 110,841 |
| AC Milan          | 99,867  |
| Lyon              | 96,748  |

| Korg 2           | Korg 2 |
| Lag              | Rank.  |
| ---------------- | ------ |
| Werder Bremen q  | 94,841 |
| Real Madrid      | 84,951 |
| Roma             | 83,867 |
| Sjachtar Donetsk | 73,910 |
| Benfica          | 72,659 |
| Valencia         | 66,951 |
| Marseille        | 62,748 |
| Panathinaikos    | 56,979 |

| Korg 3              | Korg 3 |
| Lag                 | Rank.  |
| ------------------- | ------ |
| Tottenham Hotspur q | 56,371 |
| Rangers             | 56,158 |
| Ajax q              | 55,309 |
| Schalke 04          | 54,841 |
| Basel q             | 48,675 |
| Braga q             | 39,659 |
| FC Köpenhamn q      | 34,470 |
| Spartak Moskva      | 33,758 |

| Korg 4            | Korg 4 |
| Lag               | Rank.  |
| ----------------- | ------ |
| Hapoel Tel Aviv q | 27,775 |
| Twente            | 25,309 |
| Rubin Kazan       | 21,758 |
| Auxerre q         | 19,748 |
| CFR Cluj          | 15,898 |
| Partizan q        | 13,800 |
| Žilina q          | 10,666 |
| Bursaspor         | 6,890  |

RM Regerande Mästare
q Kvalificerade via kval
I varje omgång spelar fyra grupper sin match på tisdag och fyra grupper på onsdag. Grupperna A-D spelar alltid på samma dag, likaså grupperna E-H. På grund av detta kontrolleras lottningen så att lag från samma land delas upp jämnt mellan de två dagarna. Om ett lag lottas i ena halvan lottas det andra i den andra halvan lagen blir "ihopparade". Dessa parningar användes i lottningen:
- Italien: Inter och Milan
- Spanien: Barcelona och Real Madrid
- England: Arsenal och Tottenham Hotspur; Chelsea och Manchester United
- Tyskland: Bayern München och Schalke 04
- Frankrike: Lyon och Marseille
- Ryssland: Rubin Kazan och Spartak Moscow
- Portugal: Benfica och Braga
- Nederländerna: Ajax och Twente

Efter lottningen bestäms spelschemat. Det finns vissa regler, till exempel att två lag från samma stad (till exempel AC Milan och Inter som också delar stadion) inte spelar på hemmaplan i samma omgång. Ryska lag har inte heller hemmamatch i den sista omgången p.g.a. det kalla klimatet.

### Platskriterier
Om två eller flera lag är på samma poäng när gruppspelet är slut, används följande kriterier för att skilja dem åt:
1. flest poäng i gruppspelet mot de berörda lagen;
2. bäst målskillnad i gruppspelet mot de berörda lagen;
3. flest bortamål gjorda i gruppspelet mot de berörda lagen;
4. bäst målskillnad i alla matcher i gruppspelet;
5. flest gjorda mål;
6. lagets och förbundets rankingpoäng över de fem senaste säsongerna

## Grupper

### Grupp A
| Nr | Lag               | S | V | O | F | GM | IM | MS | P  |
| -- | ----------------- | - | - | - | - | -- | -- | -- | -- |
| 1  | Tottenham Hotspur | 6 | 3 | 2 | 1 | 18 | 11 | +7 | 11 |
| 2  | Inter             | 6 | 3 | 1 | 2 | 12 | 11 | +1 | 10 |
| 3  | Twente            | 6 | 1 | 3 | 2 | 9  | 11 | −2 | 6  |
| 4  | Werder Bremen     | 6 | 1 | 2 | 3 | 6  | 12 | −6 | 5  |

| Hemma \ Borta     | Italien | England | Nederländerna | Tyskland |
| Inter             | —       | 4–3     | 1–0           | 4–0      |
| Tottenham Hotspur | 3–1     | —       | 4–1           | 3–0      |
| Twente            | 2–2     | 3–3     | —             | 1–1      |
| Werder Bremen     | 3–0     | 2–2     | 0–2           | —        |

|             | 14 september 2010 | Twente                                   | 2 – 2           | Inter                                | De Grolsch Veste                                         |                                                          |
| 20:45 UTC+2 | 20:45 UTC+2       | Theo Janssen 20′ Diego Milito 30′ (sjm.) | (2 – 2) Rapport | 13′ Wesley Sneijder 41′ Samuel Eto'o | Enschede Publik: 24 000 Domare: Pedro Proença (Portugal) | Enschede Publik: 24 000 Domare: Pedro Proença (Portugal) |
| 20:45 UTC+2 | 20:45 UTC+2       |                                          |                 |                                      | Enschede Publik: 24 000 Domare: Pedro Proença (Portugal) | Enschede Publik: 24 000 Domare: Pedro Proença (Portugal) |
| 20:45 UTC+2 | 20:45 UTC+2       |                                          |                 |                                      | Enschede Publik: 24 000 Domare: Pedro Proença (Portugal) | Enschede Publik: 24 000 Domare: Pedro Proença (Portugal) |

|             | 14 september 2010 | Werder Bremen                    | 2 – 2           | Tottenham Hotspur                         | Weserstadion                                            |                                                         |
| 20:45 UTC+2 | 20:45 UTC+2       | Hugo Almeida 43′ Marko Marin 47′ | (1 – 2) Rapport | 12′ (sjm.) Petri Pasanen 18′ Peter Crouch | Bremen Publik: 30 344 Domare: Massimo Busacca (Schweiz) | Bremen Publik: 30 344 Domare: Massimo Busacca (Schweiz) |
| 20:45 UTC+2 | 20:45 UTC+2       |                                  |                 |                                           | Bremen Publik: 30 344 Domare: Massimo Busacca (Schweiz) | Bremen Publik: 30 344 Domare: Massimo Busacca (Schweiz) |
| 20:45 UTC+2 | 20:45 UTC+2       |                                  |                 |                                           | Bremen Publik: 30 344 Domare: Massimo Busacca (Schweiz) | Bremen Publik: 30 344 Domare: Massimo Busacca (Schweiz) |

|             | 29 september 2010 | Tottenham Hotspur                                                                  | 4 – 1           | Twente           | White Hart Lane                                   |                                                   |
| 19:45 UTC+1 | 19:45 UTC+1       | Rafael van der Vaart 47′ Roman Pavljutjenko 50′ (str.), 64′ (str.) Gareth Bale 85′ | (0 – 0) Rapport | 56′ Nacer Chadli | London Publik: 32 518 Domare: Terje Hauge (Norge) | London Publik: 32 518 Domare: Terje Hauge (Norge) |
| 19:45 UTC+1 | 19:45 UTC+1       |                                                                                    |                 |                  | London Publik: 32 518 Domare: Terje Hauge (Norge) | London Publik: 32 518 Domare: Terje Hauge (Norge) |
| 19:45 UTC+1 | 19:45 UTC+1       |                                                                                    |                 |                  | London Publik: 32 518 Domare: Terje Hauge (Norge) | London Publik: 32 518 Domare: Terje Hauge (Norge) |

|             | 29 september 2010 | Inter                                          | 4 – 0           | Werder Bremen | San Siro                                                         |                                                                  |
| 20:45 UTC+2 | 20:45 UTC+2       | Samuel Eto'o 21′, 27′, 81′ Wesley Sneijder 34′ | (3 – 0) Rapport |               | Milano Publik: 48 126 Domare: Alberto Undiano Mallenco (Spanien) | Milano Publik: 48 126 Domare: Alberto Undiano Mallenco (Spanien) |
| 20:45 UTC+2 | 20:45 UTC+2       |                                                |                 |               | Milano Publik: 48 126 Domare: Alberto Undiano Mallenco (Spanien) | Milano Publik: 48 126 Domare: Alberto Undiano Mallenco (Spanien) |
| 20:45 UTC+2 | 20:45 UTC+2       |                                                |                 |               | Milano Publik: 48 126 Domare: Alberto Undiano Mallenco (Spanien) | Milano Publik: 48 126 Domare: Alberto Undiano Mallenco (Spanien) |

|             | 20 oktober 2010 | Inter                                                              | 4 – 3           | Tottenham Hotspur           | San Siro                                                |                                                         |
| 20:45 UTC+2 | 20:45 UTC+2     | Javier Zanetti 2′ Samuel Eto'o 11′ (str.), 35′ Dejan Stanković 14′ | (4 – 0) Rapport | 52′, 90′, 90+1′ Gareth Bale | Milano Publik: 49 551 Domare: Damir Skomina (Slovenien) | Milano Publik: 49 551 Domare: Damir Skomina (Slovenien) |
| 20:45 UTC+2 | 20:45 UTC+2     |                                                                    |                 |                             | Milano Publik: 49 551 Domare: Damir Skomina (Slovenien) | Milano Publik: 49 551 Domare: Damir Skomina (Slovenien) |
| 20:45 UTC+2 | 20:45 UTC+2     |                                                                    |                 |                             | Milano Publik: 49 551 Domare: Damir Skomina (Slovenien) | Milano Publik: 49 551 Domare: Damir Skomina (Slovenien) |

|             | 20 oktober 2010 | Twente           | 1 – 1           | Werder Bremen        | De Grolsch Veste                                          |                                                           |
| 20:45 UTC+2 | 20:45 UTC+2     | Theo Janssen 75′ | (0 – 0) Rapport | 80′ Marko Arnautović | Enschede Publik: 23 248 Domare: Claus Bo Larsen (Danmark) | Enschede Publik: 23 248 Domare: Claus Bo Larsen (Danmark) |
| 20:45 UTC+2 | 20:45 UTC+2     |                  |                 |                      | Enschede Publik: 23 248 Domare: Claus Bo Larsen (Danmark) | Enschede Publik: 23 248 Domare: Claus Bo Larsen (Danmark) |
| 20:45 UTC+2 | 20:45 UTC+2     |                  |                 |                      | Enschede Publik: 23 248 Domare: Claus Bo Larsen (Danmark) | Enschede Publik: 23 248 Domare: Claus Bo Larsen (Danmark) |

|             | 2 november 2010 | Tottenham Hotspur                                                | 3 – 1           | Inter            | White Hart Lane                                      |                                                      |
| 19:45 UTC+0 | 19:45 UTC+0     | Rafael van der Vaart 18′ Peter Crouch 61′ Roman Pavljutjenko 89′ | (1 – 0) Rapport | 80′ Samuel Eto'o | London Publik: 34 103 Domare: Viktor Kassai (Ungern) | London Publik: 34 103 Domare: Viktor Kassai (Ungern) |
| 19:45 UTC+0 | 19:45 UTC+0     |                                                                  |                 |                  | London Publik: 34 103 Domare: Viktor Kassai (Ungern) | London Publik: 34 103 Domare: Viktor Kassai (Ungern) |
| 19:45 UTC+0 | 19:45 UTC+0     |                                                                  |                 |                  | London Publik: 34 103 Domare: Viktor Kassai (Ungern) | London Publik: 34 103 Domare: Viktor Kassai (Ungern) |

|             | 2 november 2010 | Werder Bremen | 0 – 2           | Twente                            | Weserstadion                                          |                                                       |
| 20:45 UTC+1 | 20:45 UTC+1     |               | (0 – 0) Rapport | 81′ Nacer Chadli 84′ Luuk de Jong | Bremen Publik: 30 200 Domare: Alain Hamer (Luxemburg) | Bremen Publik: 30 200 Domare: Alain Hamer (Luxemburg) |
| 20:45 UTC+1 | 20:45 UTC+1     |               |                 |                                   | Bremen Publik: 30 200 Domare: Alain Hamer (Luxemburg) | Bremen Publik: 30 200 Domare: Alain Hamer (Luxemburg) |
| 20:45 UTC+1 | 20:45 UTC+1     |               |                 |                                   | Bremen Publik: 30 200 Domare: Alain Hamer (Luxemburg) | Bremen Publik: 30 200 Domare: Alain Hamer (Luxemburg) |

|             | 24 november 2010 | Inter                 | 1 – 0           | Twente | San Siro                                                  |                                                           |
| 20:45 UTC+1 | 20:45 UTC+1      | Esteban Cambiasso 55′ | (0 – 0) Rapport |        | Milano Publik: 29 466 Domare: Stéphane Lannoy (Frankrike) | Milano Publik: 29 466 Domare: Stéphane Lannoy (Frankrike) |
| 20:45 UTC+1 | 20:45 UTC+1      |                       |                 |        | Milano Publik: 29 466 Domare: Stéphane Lannoy (Frankrike) | Milano Publik: 29 466 Domare: Stéphane Lannoy (Frankrike) |
| 20:45 UTC+1 | 20:45 UTC+1      |                       |                 |        | Milano Publik: 29 466 Domare: Stéphane Lannoy (Frankrike) | Milano Publik: 29 466 Domare: Stéphane Lannoy (Frankrike) |

|             | 24 november 2010 | Tottenham Hotspur                                   | 3 – 0           | Werder Bremen | White Hart Lane                                               |                                                               |
| 19:45 UTC+0 | 19:45 UTC+0      | Younès Kaboul 6′ Luka Modrić 45+1′ Peter Crouch 79′ | (2 – 0) Rapport |               | London Publik: 33 546 Domare: Olegário Benquerença (Portugal) | London Publik: 33 546 Domare: Olegário Benquerença (Portugal) |
| 19:45 UTC+0 | 19:45 UTC+0      |                                                     |                 |               | London Publik: 33 546 Domare: Olegário Benquerença (Portugal) | London Publik: 33 546 Domare: Olegário Benquerença (Portugal) |
| 19:45 UTC+0 | 19:45 UTC+0      |                                                     |                 |               | London Publik: 33 546 Domare: Olegário Benquerença (Portugal) | London Publik: 33 546 Domare: Olegário Benquerença (Portugal) |

|             | 7 december 2010 | Twente                                                         | 3 – 3           | Tottenham Hotspur                                 | De Grolsch Veste                                                  |                                                                   |
| 20:45 UTC+1 | 20:45 UTC+1     | Denny Landzaat 22′ (str.) Roberto Rosales 56′ Nacer Chadli 64′ | (1 – 1) Rapport | 12′ (sjm.) Peter Wisgerhof 47′, 59′ Jermain Defoe | Enschede Publik: 24 000 Domare: Carlos Velasco Carballo (Spanien) | Enschede Publik: 24 000 Domare: Carlos Velasco Carballo (Spanien) |
| 20:45 UTC+1 | 20:45 UTC+1     |                                                                |                 |                                                   | Enschede Publik: 24 000 Domare: Carlos Velasco Carballo (Spanien) | Enschede Publik: 24 000 Domare: Carlos Velasco Carballo (Spanien) |
| 20:45 UTC+1 | 20:45 UTC+1     |                                                                |                 |                                                   | Enschede Publik: 24 000 Domare: Carlos Velasco Carballo (Spanien) | Enschede Publik: 24 000 Domare: Carlos Velasco Carballo (Spanien) |

|             | 7 december 2010 | Werder Bremen                                                | 3 – 0           | Inter | Weserstadion                                         |                                                      |
| 20:45 UTC+1 | 20:45 UTC+1     | Sebastian Prödl 39′ Marko Arnautović 49′ Claudio Pizarro 88′ | (1 – 0) Rapport |       | Bremen Publik: 30 400 Domare: Cüneyt Çakır (Turkiet) | Bremen Publik: 30 400 Domare: Cüneyt Çakır (Turkiet) |
| 20:45 UTC+1 | 20:45 UTC+1     |                                                              |                 |       | Bremen Publik: 30 400 Domare: Cüneyt Çakır (Turkiet) | Bremen Publik: 30 400 Domare: Cüneyt Çakır (Turkiet) |
| 20:45 UTC+1 | 20:45 UTC+1     |                                                              |                 |       | Bremen Publik: 30 400 Domare: Cüneyt Çakır (Turkiet) | Bremen Publik: 30 400 Domare: Cüneyt Çakır (Turkiet) |

### Grupp B
| Nr | Lag             | S | V | O | F | GM | IM | MS | P  |
| -- | --------------- | - | - | - | - | -- | -- | -- | -- |
| 1  | Schalke 04      | 6 | 4 | 1 | 1 | 10 | 3  | +7 | 13 |
| 2  | Lyon            | 6 | 3 | 1 | 2 | 11 | 10 | +1 | 10 |
| 3  | Benfica         | 6 | 2 | 0 | 4 | 7  | 12 | −5 | 6  |
| 4  | Hapoel Tel Aviv | 6 | 1 | 2 | 3 | 7  | 10 | −3 | 5  |

| Hemma \ Borta   | Portugal | Israel | Frankrike | Tyskland |
| Benfica         | —        | 2–0    | 4–3       | 1–2      |
| Hapoel Tel Aviv | 3–0      | —      | 1–3       | 0–0      |
| Lyon            | 2–0      | 2–2    | —         | 1–0      |
| Schalke 04      | 2–0      | 3–1    | 3–0       | —        |

|             | 14 september 2010 | Lyon              | 1 – 0           | Schalke 04 | Stade de Gerland                                  |                                                   |
| 20:45 UTC+2 | 20:45 UTC+2       | Michel Bastos 21′ | (1 – 0) Rapport |            | Lyon Publik: 35 552 Domare: Ivan Bebek (Kroatien) | Lyon Publik: 35 552 Domare: Ivan Bebek (Kroatien) |
| 20:45 UTC+2 | 20:45 UTC+2       |                   |                 |            | Lyon Publik: 35 552 Domare: Ivan Bebek (Kroatien) | Lyon Publik: 35 552 Domare: Ivan Bebek (Kroatien) |
| 20:45 UTC+2 | 20:45 UTC+2       |                   |                 |            | Lyon Publik: 35 552 Domare: Ivan Bebek (Kroatien) | Lyon Publik: 35 552 Domare: Ivan Bebek (Kroatien) |

|             | 14 september 2010 | Benfica                      | 2 – 0           | Hapoel Tel Aviv | Estádio da Luz                                              |                                                             |
| 19:45 UTC+1 | 19:45 UTC+1       | Luisão 21′ Óscar Cardozo 68′ | (1 – 0) Rapport |                 | Lissabon Publik: 31 512 Domare: Aleksei Nikolaev (Ryssland) | Lissabon Publik: 31 512 Domare: Aleksei Nikolaev (Ryssland) |
| 19:45 UTC+1 | 19:45 UTC+1       |                              |                 |                 | Lissabon Publik: 31 512 Domare: Aleksei Nikolaev (Ryssland) | Lissabon Publik: 31 512 Domare: Aleksei Nikolaev (Ryssland) |
| 19:45 UTC+1 | 19:45 UTC+1       |                              |                 |                 | Lissabon Publik: 31 512 Domare: Aleksei Nikolaev (Ryssland) | Lissabon Publik: 31 512 Domare: Aleksei Nikolaev (Ryssland) |

|             | 29 september 2010 | Hapoel Tel Aviv            | 1 – 3           | Lyon                                              | Bloomfield Stadium                                    |                                                       |
| 20:45 UTC+2 | 20:45 UTC+2       | Vincent Enyeama 79′ (str.) | (0 – 2) Rapport | 7′ (str.), 36′ Michel Bastos 90+4′ Miralem Pjanic | Tel Aviv Publik: 12 226 Domare: Howard Webb (England) | Tel Aviv Publik: 12 226 Domare: Howard Webb (England) |
| 20:45 UTC+2 | 20:45 UTC+2       |                            |                 |                                                   | Tel Aviv Publik: 12 226 Domare: Howard Webb (England) | Tel Aviv Publik: 12 226 Domare: Howard Webb (England) |
| 20:45 UTC+2 | 20:45 UTC+2       |                            |                 |                                                   | Tel Aviv Publik: 12 226 Domare: Howard Webb (England) | Tel Aviv Publik: 12 226 Domare: Howard Webb (England) |

|             | 29 september 2010 | Schalke 04                                   | 2 – 0           | Benfica | Veltins–Arena                                                  |                                                                |
| 20:45 UTC+2 | 20:45 UTC+2       | Jefferson Farfán 73′ Klaas-Jan Huntelaar 85′ | (0 – 0) Rapport |         | Gelsenkirchen Publik: 50 436 Domare: Gianluca Rocchi (Italien) | Gelsenkirchen Publik: 50 436 Domare: Gianluca Rocchi (Italien) |
| 20:45 UTC+2 | 20:45 UTC+2       |                                              |                 |         | Gelsenkirchen Publik: 50 436 Domare: Gianluca Rocchi (Italien) | Gelsenkirchen Publik: 50 436 Domare: Gianluca Rocchi (Italien) |
| 20:45 UTC+2 | 20:45 UTC+2       |                                              |                 |         | Gelsenkirchen Publik: 50 436 Domare: Gianluca Rocchi (Italien) | Gelsenkirchen Publik: 50 436 Domare: Gianluca Rocchi (Italien) |

|             | 20 oktober 2010 | Schalke 04                                          | 3 – 1           | Hapoel Tel Aviv     | Veltins–Arena                                                   |                                                                 |
| 20:45 UTC+2 | 20:45 UTC+2     | Raúl González Blanco 3′, 58′ José Manuel Jurado 68′ | (1 – 0) Rapport | 90+3′ Itay Shechter | Gelsenkirchen Publik: 50 900 Domare: William Collum (Skottland) | Gelsenkirchen Publik: 50 900 Domare: William Collum (Skottland) |
| 20:45 UTC+2 | 20:45 UTC+2     |                                                     |                 |                     | Gelsenkirchen Publik: 50 900 Domare: William Collum (Skottland) | Gelsenkirchen Publik: 50 900 Domare: William Collum (Skottland) |
| 20:45 UTC+2 | 20:45 UTC+2     |                                                     |                 |                     | Gelsenkirchen Publik: 50 900 Domare: William Collum (Skottland) | Gelsenkirchen Publik: 50 900 Domare: William Collum (Skottland) |

|             | 20 oktober 2010 | Lyon                                | 2 – 0           | Benfica | Stade de Gerland                                               |                                                                |
| 20:45 UTC+2 | 20:45 UTC+2     | Jimmy Briand 21′ Lisandro López 51′ | (1 – 0) Rapport |         | Lyon Publik: 36 816 Domare: Alberto Undiano Mallenco (Spanien) | Lyon Publik: 36 816 Domare: Alberto Undiano Mallenco (Spanien) |
| 20:45 UTC+2 | 20:45 UTC+2     |                                     |                 |         | Lyon Publik: 36 816 Domare: Alberto Undiano Mallenco (Spanien) | Lyon Publik: 36 816 Domare: Alberto Undiano Mallenco (Spanien) |
| 20:45 UTC+2 | 20:45 UTC+2     |                                     |                 |         | Lyon Publik: 36 816 Domare: Alberto Undiano Mallenco (Spanien) | Lyon Publik: 36 816 Domare: Alberto Undiano Mallenco (Spanien) |

|             | 2 november 2010 | Hapoel Tel Aviv | 0 – 0   | Schalke 04 | Bloomfield Stadium                                           |                                                              |
| 21:45 UTC+2 | 21:45 UTC+2     |                 | Rapport |            | Tel Aviv Publik: 12 132 Domare: Frank De Bleeckere (Belgien) | Tel Aviv Publik: 12 132 Domare: Frank De Bleeckere (Belgien) |
| 21:45 UTC+2 | 21:45 UTC+2     |                 |         |            | Tel Aviv Publik: 12 132 Domare: Frank De Bleeckere (Belgien) | Tel Aviv Publik: 12 132 Domare: Frank De Bleeckere (Belgien) |
| 21:45 UTC+2 | 21:45 UTC+2     |                 |         |            | Tel Aviv Publik: 12 132 Domare: Frank De Bleeckere (Belgien) | Tel Aviv Publik: 12 132 Domare: Frank De Bleeckere (Belgien) |

|             | 2 november 2010 | Benfica                                                             | 4 – 3           | Lyon                                                      | Estádio da Luz                                            |                                                           |
| 19:45 UTC+0 | 19:45 UTC+0     | Alan Kardec 20′ Fábio Coentrão 32′, 67′ Francisco Javier García 42′ | (3 – 0) Rapport | 74′ Yoann Gourcuff 85′ Bafétimbi Gomis 90+5′ Dejan Lovren | Lissabon Publik: 37 394 Domare: Craig Thomson (Skottland) | Lissabon Publik: 37 394 Domare: Craig Thomson (Skottland) |
| 19:45 UTC+0 | 19:45 UTC+0     |                                                                     |                 |                                                           | Lissabon Publik: 37 394 Domare: Craig Thomson (Skottland) | Lissabon Publik: 37 394 Domare: Craig Thomson (Skottland) |
| 19:45 UTC+0 | 19:45 UTC+0     |                                                                     |                 |                                                           | Lissabon Publik: 37 394 Domare: Craig Thomson (Skottland) | Lissabon Publik: 37 394 Domare: Craig Thomson (Skottland) |

|             | 24 november 2010 | Schalke 04                                        | 3 – 0           | Lyon | Veltins–Arena                                                 |                                                               |
| 20:45 UTC+1 | 20:45 UTC+1      | Jefferson Farfán 13′ Klaas-Jan Huntelaar 20′, 89′ | (2 – 0) Rapport |      | Gelsenkirchen Publik: 51 132 Domare: Nicola Rizzoli (Italien) | Gelsenkirchen Publik: 51 132 Domare: Nicola Rizzoli (Italien) |
| 20:45 UTC+1 | 20:45 UTC+1      |                                                   |                 |      | Gelsenkirchen Publik: 51 132 Domare: Nicola Rizzoli (Italien) | Gelsenkirchen Publik: 51 132 Domare: Nicola Rizzoli (Italien) |
| 20:45 UTC+1 | 20:45 UTC+1      |                                                   |                 |      | Gelsenkirchen Publik: 51 132 Domare: Nicola Rizzoli (Italien) | Gelsenkirchen Publik: 51 132 Domare: Nicola Rizzoli (Italien) |

|             | 24 november 2010 | Hapoel Tel Aviv                           | 3 – 0           | Benfica | Bloomfield Stadium                                      |                                                         |
| 21:45 UTC+2 | 21:45 UTC+2      | Eran Zahavi 24′, 90′ Douglas da Silva 74′ | (1 – 0) Rapport |         | Tel Aviv Publik: 11 668 Domare: Alain Hamer (Luxemburg) | Tel Aviv Publik: 11 668 Domare: Alain Hamer (Luxemburg) |
| 21:45 UTC+2 | 21:45 UTC+2      |                                           |                 |         | Tel Aviv Publik: 11 668 Domare: Alain Hamer (Luxemburg) | Tel Aviv Publik: 11 668 Domare: Alain Hamer (Luxemburg) |
| 21:45 UTC+2 | 21:45 UTC+2      |                                           |                 |         | Tel Aviv Publik: 11 668 Domare: Alain Hamer (Luxemburg) | Tel Aviv Publik: 11 668 Domare: Alain Hamer (Luxemburg) |

|             | 7 december 2010 | Lyon                                       | 2 – 2           | Hapoel Tel Aviv               | Stade de Gerland                                      |                                                       |
| 20:45 UTC+1 | 20:45 UTC+1     | Lisandro López 62′ Alexandre Lacazette 88′ | (0 – 0) Rapport | 63′ Ben Sahar 69′ Eran Zahavi | Lyon Publik: 32 245 Domare: Svein Oddvar Moen (Norge) | Lyon Publik: 32 245 Domare: Svein Oddvar Moen (Norge) |
| 20:45 UTC+1 | 20:45 UTC+1     |                                            |                 |                               | Lyon Publik: 32 245 Domare: Svein Oddvar Moen (Norge) | Lyon Publik: 32 245 Domare: Svein Oddvar Moen (Norge) |
| 20:45 UTC+1 | 20:45 UTC+1     |                                            |                 |                               | Lyon Publik: 32 245 Domare: Svein Oddvar Moen (Norge) | Lyon Publik: 32 245 Domare: Svein Oddvar Moen (Norge) |

|             | 7 december 2010 | Benfica    | 1 – 2           | Schalke 04                                  | Estádio da Luz                                        |                                                       |
| 20:45 UTC+0 | 20:45 UTC+0     | Luisão 87′ | (0 – 1) Rapport | 19′ José Manuel Jurado 81′ Benedikt Höwedes | Lissabon Publik: 23 348 Domare: Howard Webb (England) | Lissabon Publik: 23 348 Domare: Howard Webb (England) |
| 20:45 UTC+0 | 20:45 UTC+0     |            |                 |                                             | Lissabon Publik: 23 348 Domare: Howard Webb (England) | Lissabon Publik: 23 348 Domare: Howard Webb (England) |
| 20:45 UTC+0 | 20:45 UTC+0     |            |                 |                                             | Lissabon Publik: 23 348 Domare: Howard Webb (England) | Lissabon Publik: 23 348 Domare: Howard Webb (England) |

### Grupp C
| Nr | Lag               | S | V | O | F | GM | IM | MS  | P  |
| -- | ----------------- | - | - | - | - | -- | -- | --- | -- |
| 1  | Manchester United | 6 | 4 | 2 | 0 | 7  | 1  | +6  | 14 |
| 2  | Valencia          | 6 | 3 | 2 | 1 | 15 | 4  | +11 | 11 |
| 3  | Rangers           | 6 | 1 | 3 | 2 | 3  | 6  | −3  | 6  |
| 4  | Bursaspor         | 6 | 0 | 1 | 5 | 2  | 16 | −14 | 1  |

| Hemma \ Borta     | Turkiet | England | Skottland | Spanien |
| Bursaspor         | —       | 0–3     | 1–1       | 0–4     |
| Manchester United | 1–0     | —       | 0–0       | 1–1     |
| Rangers           | 1–0     | 0–1     | —         | 1–1     |
| Valencia          | 6–1     | 0–1     | 3–0       | —       |

|       | 14 september 2010 | Manchester United | 0 – 0   | Rangers | Old Trafford Manchester                                |                                                        |
| 20.45 | 20.45             |                   | Rapport |         | Publik: 74 408 Domare: Olegário Benquerença (Portugal) | Publik: 74 408 Domare: Olegário Benquerença (Portugal) |
| 20.45 | 20.45             |                   |         |         | Publik: 74 408 Domare: Olegário Benquerença (Portugal) | Publik: 74 408 Domare: Olegário Benquerença (Portugal) |
| 20.45 | 20.45             |                   |         |         | Publik: 74 408 Domare: Olegário Benquerença (Portugal) | Publik: 74 408 Domare: Olegário Benquerença (Portugal) |

|       | 14 september 2010 | Bursaspor | 0 – 4   | Valencia                                      | Bursa Atatürk Stadium Bursa                      |                                                  |
| 20.45 | 20.45             |           | Rapport | T. Costa 16′ Aduriz 41′ Pablo 68′ Soldado 76′ | Publik: 22 055 Domare: Svein Oddvar Moen (Norge) | Publik: 22 055 Domare: Svein Oddvar Moen (Norge) |
| 20.45 | 20.45             |           |         |                                               | Publik: 22 055 Domare: Svein Oddvar Moen (Norge) | Publik: 22 055 Domare: Svein Oddvar Moen (Norge) |
| 20.45 | 20.45             |           |         |                                               | Publik: 22 055 Domare: Svein Oddvar Moen (Norge) | Publik: 22 055 Domare: Svein Oddvar Moen (Norge) |

|       | 29 september 2010 | Valencia | 0 – 1   | Manchester United | Estadio Mestalla Valencia                     |                                               |
| 20.45 | 20.45             |          | Rapport | Hernández 85′     | Publik: 34 946 Domare: Viktor Kassai (Ungern) | Publik: 34 946 Domare: Viktor Kassai (Ungern) |
| 20.45 | 20.45             |          |         |                   | Publik: 34 946 Domare: Viktor Kassai (Ungern) | Publik: 34 946 Domare: Viktor Kassai (Ungern) |
| 20.45 | 20.45             |          |         |                   | Publik: 34 946 Domare: Viktor Kassai (Ungern) | Publik: 34 946 Domare: Viktor Kassai (Ungern) |

|       | 29 september 2010 | Rangers      | 1 – 0   | Bursaspor | Ibrox Stadium Glasgow                           |                                                 |
| 20.45 | 20.45             | Naismith 18′ | Rapport |           | Publik: 41 905 Domare: Serge Gumienny (Belgien) | Publik: 41 905 Domare: Serge Gumienny (Belgien) |
| 20.45 | 20.45             |              |         |           | Publik: 41 905 Domare: Serge Gumienny (Belgien) | Publik: 41 905 Domare: Serge Gumienny (Belgien) |
| 20.45 | 20.45             |              |         |           | Publik: 41 905 Domare: Serge Gumienny (Belgien) | Publik: 41 905 Domare: Serge Gumienny (Belgien) |

|       | 20 oktober 2010 | Rangers | 1 – 1   | Valencia       | Ibrox Stadium Glasgow                           |                                                 |
| 20.45 | 20.45           | Edu 34′ | Rapport | Edu 46′ (sjm.) | Publik: 45 153 Domare: Nicola Rizzoli (Italien) | Publik: 45 153 Domare: Nicola Rizzoli (Italien) |
| 20.45 | 20.45           |         |         |                | Publik: 45 153 Domare: Nicola Rizzoli (Italien) | Publik: 45 153 Domare: Nicola Rizzoli (Italien) |
| 20.45 | 20.45           |         |         |                | Publik: 45 153 Domare: Nicola Rizzoli (Italien) | Publik: 45 153 Domare: Nicola Rizzoli (Italien) |

|       | 20 oktober 2010 | Manchester United | 1 – 0   | Bursaspor | Old Trafford Manchester                          |                                                  |
| 20.45 | 20.45           | Nani 7′           | Rapport |           | Publik: 72 610 Domare: Gianluca Rocchi (Italien) | Publik: 72 610 Domare: Gianluca Rocchi (Italien) |
| 20.45 | 20.45           |                   |         |           | Publik: 72 610 Domare: Gianluca Rocchi (Italien) | Publik: 72 610 Domare: Gianluca Rocchi (Italien) |
| 20.45 | 20.45           |                   |         |           | Publik: 72 610 Domare: Gianluca Rocchi (Italien) | Publik: 72 610 Domare: Gianluca Rocchi (Italien) |

|       | 2 november 2010 | Valencia                      | 3 – 0   | Rangers | Estadio Mestalla Valencia                     |                                               |
| 20.45 | 20.45           | Soldado 33′, 71′ T. Costa 90′ | Rapport |         | Publik: 26 821 Domare: Felix Brych (Tyskland) | Publik: 26 821 Domare: Felix Brych (Tyskland) |
| 20.45 | 20.45           |                               |         |         | Publik: 26 821 Domare: Felix Brych (Tyskland) | Publik: 26 821 Domare: Felix Brych (Tyskland) |
| 20.45 | 20.45           |                               |         |         | Publik: 26 821 Domare: Felix Brych (Tyskland) | Publik: 26 821 Domare: Felix Brych (Tyskland) |

|       | 2 november 2010 | Bursaspor | 0 – 3   | Manchester United                 | Bursa Atatürk Stadium Bursa                      |                                                  |
| 20.45 | 20.45           |           | Rapport | Fletcher 48′ Obertan 73′ Bébé 77′ | Publik: 19 050 Domare: Wolfgang Stark (Tyskland) | Publik: 19 050 Domare: Wolfgang Stark (Tyskland) |
| 20.45 | 20.45           |           |         |                                   | Publik: 19 050 Domare: Wolfgang Stark (Tyskland) | Publik: 19 050 Domare: Wolfgang Stark (Tyskland) |
| 20.45 | 20.45           |           |         |                                   | Publik: 19 050 Domare: Wolfgang Stark (Tyskland) | Publik: 19 050 Domare: Wolfgang Stark (Tyskland) |

|       | 24 november 2010 | Rangers | 0 – 1   | Manchester United | Ibrox Stadium Glasgow                            |                                                  |
| 20.45 | 20.45            |         | Rapport | Rooney 87′ (str.) | Publik: 49 764 Domare: Massimo Busacca (Schweiz) | Publik: 49 764 Domare: Massimo Busacca (Schweiz) |
| 20.45 | 20.45            |         |         |                   | Publik: 49 764 Domare: Massimo Busacca (Schweiz) | Publik: 49 764 Domare: Massimo Busacca (Schweiz) |
| 20.45 | 20.45            |         |         |                   | Publik: 49 764 Domare: Massimo Busacca (Schweiz) | Publik: 49 764 Domare: Massimo Busacca (Schweiz) |

|       | 24 november 2010 | Valencia                                                              | 6 – 1   | Bursaspor   | Estadio Mestalla Valencia                      |                                                |
| 20.45 | 20.45            | Mata 17′ (str.) Soldado 21′, 55′ Aduriz 30′ Joaquín 37′ Domínguez 78′ | Rapport | Batalla 69′ | Publik: 31 225 Domare: Bruno Paixão (Portugal) | Publik: 31 225 Domare: Bruno Paixão (Portugal) |
| 20.45 | 20.45            |                                                                       |         |             | Publik: 31 225 Domare: Bruno Paixão (Portugal) | Publik: 31 225 Domare: Bruno Paixão (Portugal) |
| 20.45 | 20.45            |                                                                       |         |             | Publik: 31 225 Domare: Bruno Paixão (Portugal) | Publik: 31 225 Domare: Bruno Paixão (Portugal) |

|       | 7 december 2010 | Manchester United | 1 – 1   | Valencia  | Old Trafford Manchester                         |                                                 |
| 20.45 | 20.45           | Anderson 62′      | Rapport | Pablo 32′ | Publik: 74 513 Domare: Pedro Proença (Portugal) | Publik: 74 513 Domare: Pedro Proença (Portugal) |
| 20.45 | 20.45           |                   |         |           | Publik: 74 513 Domare: Pedro Proença (Portugal) | Publik: 74 513 Domare: Pedro Proença (Portugal) |
| 20.45 | 20.45           |                   |         |           | Publik: 74 513 Domare: Pedro Proença (Portugal) | Publik: 74 513 Domare: Pedro Proença (Portugal) |

|       | 7 december 2010 | Bursaspor  | 1 – 1   | Rangers    | Bursa Atatürk Stadium Bursa                    |                                                |
| 20.45 | 20.45           | Sercan 79′ | Rapport | Miller 19′ | Publik: 9 673 Domare: Tony Chapron (Frankrike) | Publik: 9 673 Domare: Tony Chapron (Frankrike) |
| 20.45 | 20.45           |            |         |            | Publik: 9 673 Domare: Tony Chapron (Frankrike) | Publik: 9 673 Domare: Tony Chapron (Frankrike) |
| 20.45 | 20.45           |            |         |            | Publik: 9 673 Domare: Tony Chapron (Frankrike) | Publik: 9 673 Domare: Tony Chapron (Frankrike) |

### Grupp D
| Nr | Lag           | S | V | O | F | GM | IM | MS  | P  |
| -- | ------------- | - | - | - | - | -- | -- | --- | -- |
| 1  | Barcelona     | 6 | 4 | 2 | 0 | 14 | 3  | +11 | 14 |
| 2  | FC Köpenhamn  | 6 | 3 | 1 | 2 | 7  | 5  | +2  | 10 |
| 3  | Rubin Kazan   | 6 | 1 | 3 | 2 | 2  | 4  | −2  | 6  |
| 4  | Panathinaikos | 6 | 0 | 2 | 4 | 2  | 13 | −11 | 2  |

| Hemma \ Borta | Spanien | Danmark | Grekland | Ryssland |
| Barcelona     | —       | 2–0     | 5–1      | 2–0      |
| FC Köpenhamn  | 1–1     | —       | 3–1      | 1–0      |
| Panathinaikos | 0–3     | 0–2     | —        | 0–0      |
| Rubin Kazan   | 1–1     | 1–0     | 0–0      | —        |

|       | 14 september 2010 | Barcelona                                      | 5 – 1   | Panathinaikos | Camp Nou Barcelona                              |                                                 |
| 20.45 | 20.45             | Messi 22′, 45′ Villa 33′ Pedro 78′ Alves 90+3′ | Rapport | Govou 20′     | Publik: 69 738 Domare: Nicola Rizzoli (Italien) | Publik: 69 738 Domare: Nicola Rizzoli (Italien) |
| 20.45 | 20.45             |                                                |         |               | Publik: 69 738 Domare: Nicola Rizzoli (Italien) | Publik: 69 738 Domare: Nicola Rizzoli (Italien) |
| 20.45 | 20.45             |                                                |         |               | Publik: 69 738 Domare: Nicola Rizzoli (Italien) | Publik: 69 738 Domare: Nicola Rizzoli (Italien) |

|       | 14 september 2010 | Köpenhamn  | 1 – 0   | Rubin Kazan | Parken Stadium Köpenhamn                            |                                                     |
| 20.45 | 20.45             | N'Doye 87′ | Rapport |             | Publik: 29 661 Domare: Thomas Einwaller (Österrike) | Publik: 29 661 Domare: Thomas Einwaller (Österrike) |
| 20.45 | 20.45             |            |         |             | Publik: 29 661 Domare: Thomas Einwaller (Österrike) | Publik: 29 661 Domare: Thomas Einwaller (Österrike) |
| 20.45 | 20.45             |            |         |             | Publik: 29 661 Domare: Thomas Einwaller (Österrike) | Publik: 29 661 Domare: Thomas Einwaller (Österrike) |

|       | 29 september 2010 | Rubin Kazan      | 1 – 1   | Barcelona        | Central Stadium Kazan                         |                                               |
| 18.30 | 18.30             | Noboa 30′ (str.) | Rapport | Villa 60′ (str.) | Publik: 23 950 Domare: Cüneyt Çakır (Turkiet) | Publik: 23 950 Domare: Cüneyt Çakır (Turkiet) |
| 18.30 | 18.30             |                  |         |                  | Publik: 23 950 Domare: Cüneyt Çakır (Turkiet) | Publik: 23 950 Domare: Cüneyt Çakır (Turkiet) |
| 18.30 | 18.30             |                  |         |                  | Publik: 23 950 Domare: Cüneyt Çakır (Turkiet) | Publik: 23 950 Domare: Cüneyt Çakır (Turkiet) |

|       | 29 september 2010 | Panathinaikos | 0 – 2   | Köpenhamn               | Olympic Stadium Aten                              |                                                   |
| 20.45 | 20.45             |               | Rapport | N'Doye 28′ Vingaard 37′ | Publik: 43 607 Domare: William Collum (Skottland) | Publik: 43 607 Domare: William Collum (Skottland) |
| 20.45 | 20.45             |               |         |                         | Publik: 43 607 Domare: William Collum (Skottland) | Publik: 43 607 Domare: William Collum (Skottland) |
| 20.45 | 20.45             |               |         |                         | Publik: 43 607 Domare: William Collum (Skottland) | Publik: 43 607 Domare: William Collum (Skottland) |

|       | 20 oktober 2010 | Panathinaikos | 0 – 0   | Rubin Kazan | Olympic Stadium Aten                            |                                                 |
| 20.45 | 20.45           |               | Rapport |             | Publik: 36 748 Domare: Manuel Graefe (Tyskland) | Publik: 36 748 Domare: Manuel Graefe (Tyskland) |
| 20.45 | 20.45           |               |         |             | Publik: 36 748 Domare: Manuel Graefe (Tyskland) | Publik: 36 748 Domare: Manuel Graefe (Tyskland) |
| 20.45 | 20.45           |               |         |             | Publik: 36 748 Domare: Manuel Graefe (Tyskland) | Publik: 36 748 Domare: Manuel Graefe (Tyskland) |

|       | 20 oktober 2010 | Barcelona        | 2 – 0   | Köpenhamn | Camp Nou Barcelona                                 |                                                    |
| 20.45 | 20.45           | Messi 19′, 90+2′ | Rapport |           | Publik: 75 852 Domare: Stéphane Lannoy (Frankrike) | Publik: 75 852 Domare: Stéphane Lannoy (Frankrike) |
| 20.45 | 20.45           |                  |         |           | Publik: 75 852 Domare: Stéphane Lannoy (Frankrike) | Publik: 75 852 Domare: Stéphane Lannoy (Frankrike) |
| 20.45 | 20.45           |                  |         |           | Publik: 75 852 Domare: Stéphane Lannoy (Frankrike) | Publik: 75 852 Domare: Stéphane Lannoy (Frankrike) |

|       | 2 november 2010 | Rubin Kazan | 0 – 0   | Panathinaikos | Central Stadium Kazan                           |                                                 |
| 18.30 | 18.30           |             | Rapport |               | Publik: 16 400 Domare: Tony Chapron (Frankrike) | Publik: 16 400 Domare: Tony Chapron (Frankrike) |
| 18.30 | 18.30           |             |         |               | Publik: 16 400 Domare: Tony Chapron (Frankrike) | Publik: 16 400 Domare: Tony Chapron (Frankrike) |
| 18.30 | 18.30           |             |         |               | Publik: 16 400 Domare: Tony Chapron (Frankrike) | Publik: 16 400 Domare: Tony Chapron (Frankrike) |

|       | 2 november 2010 | Köpenhamn     | 1 – 1   | Barcelona | Parken Stadium Köpenhamn                         |                                                  |
| 20.45 | 20.45           | Claudemir 32′ | Rapport | Messi 31′ | Publik: 37 049 Domare: Cristian Balaj (Rumänien) | Publik: 37 049 Domare: Cristian Balaj (Rumänien) |
| 20.45 | 20.45           |               |         |           | Publik: 37 049 Domare: Cristian Balaj (Rumänien) | Publik: 37 049 Domare: Cristian Balaj (Rumänien) |
| 20.45 | 20.45           |               |         |           | Publik: 37 049 Domare: Cristian Balaj (Rumänien) | Publik: 37 049 Domare: Cristian Balaj (Rumänien) |

|       | 24 november 2010 | Rubin Kazan        | 1 – 0   | Köpenhamn | Central Stadium Kazan                            |                                                  |
| 18.30 | 18.30            | Noboa 45+2′ (str.) | Rapport |           | Publik: 18 720 Domare: Martin Atkinson (England) | Publik: 18 720 Domare: Martin Atkinson (England) |
| 18.30 | 18.30            |                    |         |           | Publik: 18 720 Domare: Martin Atkinson (England) | Publik: 18 720 Domare: Martin Atkinson (England) |
| 18.30 | 18.30            |                    |         |           | Publik: 18 720 Domare: Martin Atkinson (England) | Publik: 18 720 Domare: Martin Atkinson (England) |

|       | 24 november 2010 | Panathinaikos | 0 – 3   | Barcelona                | Olympic Stadium Aten                             |                                                  |
| 20.45 | 20.45            |               | Rapport | Pedro 27′, 69′ Messi 62′ | Publik: 58 466 Domare: Gianluca Rocchi (Italien) | Publik: 58 466 Domare: Gianluca Rocchi (Italien) |
| 20.45 | 20.45            |               |         |                          | Publik: 58 466 Domare: Gianluca Rocchi (Italien) | Publik: 58 466 Domare: Gianluca Rocchi (Italien) |
| 20.45 | 20.45            |               |         |                          | Publik: 58 466 Domare: Gianluca Rocchi (Italien) | Publik: 58 466 Domare: Gianluca Rocchi (Italien) |

|       | 7 december 2010 | Barcelona              | 2 – 0   | Rubin Kazan | Camp Nou Barcelona                              |                                                 |
| 20.45 | 20.45           | Fontàs 51′ Vázquez 82′ | Rapport |             | Publik: 50 436 Domare: Jonas Eriksson (Sverige) | Publik: 50 436 Domare: Jonas Eriksson (Sverige) |
| 20.45 | 20.45           |                        |         |             | Publik: 50 436 Domare: Jonas Eriksson (Sverige) | Publik: 50 436 Domare: Jonas Eriksson (Sverige) |
| 20.45 | 20.45           |                        |         |             | Publik: 50 436 Domare: Jonas Eriksson (Sverige) | Publik: 50 436 Domare: Jonas Eriksson (Sverige) |

|       | 7 december 2010 | Köpenhamn                                         | 3 – 1   | Panathinaikos | Parken Stadium Köpenhamn                        |                                                 |
| 20.45 | 20.45           | Vingaard 26′ Grønkjær 50′ (str.) Cissé 73′ (sjm.) | Rapport | Kanté 90+2′   | Publik: 36 797 Domare: Florian Meyer (Tyskland) | Publik: 36 797 Domare: Florian Meyer (Tyskland) |
| 20.45 | 20.45           |                                                   |         |               | Publik: 36 797 Domare: Florian Meyer (Tyskland) | Publik: 36 797 Domare: Florian Meyer (Tyskland) |
| 20.45 | 20.45           |                                                   |         |               | Publik: 36 797 Domare: Florian Meyer (Tyskland) | Publik: 36 797 Domare: Florian Meyer (Tyskland) |

### Grupp E
| Nr | Lag            | S | V | O | F | GM | IM | MS  | P  |
| -- | -------------- | - | - | - | - | -- | -- | --- | -- |
| 1  | Bayern München | 6 | 5 | 0 | 1 | 16 | 6  | +10 | 15 |
| 2  | Roma           | 6 | 3 | 1 | 2 | 10 | 11 | −1  | 10 |
| 3  | Basel          | 6 | 2 | 0 | 4 | 8  | 11 | −3  | 6  |
| 4  | Cluj           | 6 | 1 | 1 | 4 | 6  | 12 | −6  | 4  |

| Hemma \ Borta  | Schweiz | Tyskland | Rumänien | Italien |
| Basel          | —       | 1–2      | 1–0      | 2–3     |
| Bayern München | 3–0     | —        | 3–2      | 2–0     |
| Cluj           | 2–1     | 0–4      | —        | 1–1     |
| Roma           | 1–3     | 3–2      | 2–1      | —       |

|       | 15 september 2010 | Bayern München       | 2 – 0   | Roma | Allianz Arena München                              |                                                    |
| 20.45 | 20.45             | Müller 79′ Klose 83′ | Rapport |      | Publik: 66 000 Domare: Stéphane Lannoy (Frankrike) | Publik: 66 000 Domare: Stéphane Lannoy (Frankrike) |
| 20.45 | 20.45             |                      |         |      | Publik: 66 000 Domare: Stéphane Lannoy (Frankrike) | Publik: 66 000 Domare: Stéphane Lannoy (Frankrike) |
| 20.45 | 20.45             |                      |         |      | Publik: 66 000 Domare: Stéphane Lannoy (Frankrike) | Publik: 66 000 Domare: Stéphane Lannoy (Frankrike) |

|       | 15 september 2010 | CFR Cluj           | 2 – 1   | Basel         | Stadionul Dr. Constantin Radulescu Cluj–Napoca |                                           |
| 20.45 | 20.45             | Rada 9′ Traoré 12′ | Rapport | Stocker 45+2′ | Publik: 9 593 Domare: Alan Kelly (Irland)      | Publik: 9 593 Domare: Alan Kelly (Irland) |
| 20.45 | 20.45             |                    |         |               | Publik: 9 593 Domare: Alan Kelly (Irland)      | Publik: 9 593 Domare: Alan Kelly (Irland) |
| 20.45 | 20.45             |                    |         |               | Publik: 9 593 Domare: Alan Kelly (Irland)      | Publik: 9 593 Domare: Alan Kelly (Irland) |

|       | 28 september 2010 | Basel    | 1 – 2   | Bayern München                 | St. Jakob–Park Basel                             |                                                  |
| 20.45 | 20.45             | Frei 18′ | Rapport | Schweinsteiger 56′ (str.), 89′ | Publik: 37 500 Domare: Craig Thomson (Skottland) | Publik: 37 500 Domare: Craig Thomson (Skottland) |
| 20.45 | 20.45             |          |         |                                | Publik: 37 500 Domare: Craig Thomson (Skottland) | Publik: 37 500 Domare: Craig Thomson (Skottland) |
| 20.45 | 20.45             |          |         |                                | Publik: 37 500 Domare: Craig Thomson (Skottland) | Publik: 37 500 Domare: Craig Thomson (Skottland) |

|       | 28 september 2010 | Roma                    | 2 – 1   | CFR Cluj | Stadio Olimpico Rom                             |                                                 |
| 20.45 | 20.45             | Mexès 69′ Borriello 71′ | Rapport | Rada 78′ | Publik: 30 252 Domare: Jonas Eriksson (Sverige) | Publik: 30 252 Domare: Jonas Eriksson (Sverige) |
| 20.45 | 20.45             |                         |         |          | Publik: 30 252 Domare: Jonas Eriksson (Sverige) | Publik: 30 252 Domare: Jonas Eriksson (Sverige) |
| 20.45 | 20.45             |                         |         |          | Publik: 30 252 Domare: Jonas Eriksson (Sverige) | Publik: 30 252 Domare: Jonas Eriksson (Sverige) |

|       | 19 oktober 2010 | Roma          | 1 – 3   | Basel                            | Stadio Olimpico Rom                                |                                                    |
| 20.45 | 20.45           | Borriello 21′ | Rapport | Frei 12′ Inkoom 44′ Cabral 90+3′ | Publik: 22 365 Domare: Aleksei Nikolaev (Ryssland) | Publik: 22 365 Domare: Aleksei Nikolaev (Ryssland) |
| 20.45 | 20.45           |               |         |                                  | Publik: 22 365 Domare: Aleksei Nikolaev (Ryssland) | Publik: 22 365 Domare: Aleksei Nikolaev (Ryssland) |
| 20.45 | 20.45           |               |         |                                  | Publik: 22 365 Domare: Aleksei Nikolaev (Ryssland) | Publik: 22 365 Domare: Aleksei Nikolaev (Ryssland) |

|       | 19 oktober 2010 | Bayern München                             | 3 – 2   | CFR Cluj           | Allianz Arena München                            |                                                  |
| 20.45 | 20.45           | Cadú 32′ (sjm.) Panin 37′ (sjm.) Gómez 77′ | Rapport | Cadú 28′ Culio 86′ | Publik: 64 000 Domare: Martin Atkinson (England) | Publik: 64 000 Domare: Martin Atkinson (England) |
| 20.45 | 20.45           |                                            |         |                    | Publik: 64 000 Domare: Martin Atkinson (England) | Publik: 64 000 Domare: Martin Atkinson (England) |
| 20.45 | 20.45           |                                            |         |                    | Publik: 64 000 Domare: Martin Atkinson (England) | Publik: 64 000 Domare: Martin Atkinson (England) |

|       | 3 november 2010 | Basel                | 2 – 3   | Roma                                 | St. Jakob–Park Basel                                 |                                                      |
| 20.45 | 20.45           | Frei 69′ Shaqiri 83′ | Rapport | Menez 16′ Totti 25′ (str.) Greco 76′ | Publik: 36 375 Domare: Björn Kuipers (Nederländerna) | Publik: 36 375 Domare: Björn Kuipers (Nederländerna) |
| 20.45 | 20.45           |                      |         |                                      | Publik: 36 375 Domare: Björn Kuipers (Nederländerna) | Publik: 36 375 Domare: Björn Kuipers (Nederländerna) |
| 20.45 | 20.45           |                      |         |                                      | Publik: 36 375 Domare: Björn Kuipers (Nederländerna) | Publik: 36 375 Domare: Björn Kuipers (Nederländerna) |

|       | 3 november 2010 | CFR Cluj | 0 – 4   | Bayern München                 | Stadionul Dr. Constantin Radulescu Cluj–Napoca  |                                                 |
| 20.45 | 20.45           |          | Rapport | Gómez 12′, 24′, 71′ Müller 90′ | Publik: 14 097 Domare: Serge Gumienny (Belgien) | Publik: 14 097 Domare: Serge Gumienny (Belgien) |
| 20.45 | 20.45           |          |         |                                | Publik: 14 097 Domare: Serge Gumienny (Belgien) | Publik: 14 097 Domare: Serge Gumienny (Belgien) |
| 20.45 | 20.45           |          |         |                                | Publik: 14 097 Domare: Serge Gumienny (Belgien) | Publik: 14 097 Domare: Serge Gumienny (Belgien) |

|       | 23 november 2010 | Roma                                        | 3 – 2   | Bayern München | Stadio Olimpico Rom                                       |                                                           |
| 20.45 | 20.45            | Borriello 49′ De Rossi 81′ Totti 84′ (str.) | Rapport | Gómez 33′, 39′ | Publik: 42 789 Domare: Alberto Undiano Mallenco (Spanien) | Publik: 42 789 Domare: Alberto Undiano Mallenco (Spanien) |
| 20.45 | 20.45            |                                             |         |                | Publik: 42 789 Domare: Alberto Undiano Mallenco (Spanien) | Publik: 42 789 Domare: Alberto Undiano Mallenco (Spanien) |
| 20.45 | 20.45            |                                             |         |                | Publik: 42 789 Domare: Alberto Undiano Mallenco (Spanien) | Publik: 42 789 Domare: Alberto Undiano Mallenco (Spanien) |

|       | 23 november 2010 | Basel         | 1 – 0   | CFR Cluj | St. Jakob–Park Basel                               |                                                    |
| 20.45 | 20.45            | Almerares 15′ | Rapport |          | Publik: 34 239 Domare: Laurent Duhamel (Frankrike) | Publik: 34 239 Domare: Laurent Duhamel (Frankrike) |
| 20.45 | 20.45            |               |         |          | Publik: 34 239 Domare: Laurent Duhamel (Frankrike) | Publik: 34 239 Domare: Laurent Duhamel (Frankrike) |
| 20.45 | 20.45            |               |         |          | Publik: 34 239 Domare: Laurent Duhamel (Frankrike) | Publik: 34 239 Domare: Laurent Duhamel (Frankrike) |

|       | 8 december 2010 | Bayern München                 | 3 – 0   | Basel | Allianz Arena München                           |                                                 |
| 20.45 | 20.45           | Ribéry 35′, 50′ Tymoshchuk 37′ | Rapport |       | Publik: 64 000 Domare: Martin Hansson (Sverige) | Publik: 64 000 Domare: Martin Hansson (Sverige) |
| 20.45 | 20.45           |                                |         |       | Publik: 64 000 Domare: Martin Hansson (Sverige) | Publik: 64 000 Domare: Martin Hansson (Sverige) |
| 20.45 | 20.45           |                                |         |       | Publik: 64 000 Domare: Martin Hansson (Sverige) | Publik: 64 000 Domare: Martin Hansson (Sverige) |

|       | 8 december 2010 | CFR Cluj   | 1 – 1   | Roma          | Stadionul Dr. Constantin Radulescu Cluj–Napoca    |                                                   |
| 20.45 | 20.45           | Traoré 88′ | Rapport | Borriello 21′ | Publik: 12 800 Domare: William Collum (Skottland) | Publik: 12 800 Domare: William Collum (Skottland) |
| 20.45 | 20.45           |            |         |               | Publik: 12 800 Domare: William Collum (Skottland) | Publik: 12 800 Domare: William Collum (Skottland) |
| 20.45 | 20.45           |            |         |               | Publik: 12 800 Domare: William Collum (Skottland) | Publik: 12 800 Domare: William Collum (Skottland) |

### Grupp F
| Nr | Lag            | S | V | O | F | GM | IM | MS  | P  |
| -- | -------------- | - | - | - | - | -- | -- | --- | -- |
| 1  | Chelsea        | 6 | 5 | 0 | 1 | 14 | 4  | +10 | 15 |
| 2  | Marseille      | 6 | 4 | 0 | 2 | 12 | 3  | +9  | 12 |
| 3  | Spartak Moskva | 6 | 3 | 0 | 3 | 7  | 10 | −3  | 9  |
| 4  | Žilina         | 6 | 0 | 0 | 6 | 3  | 19 | −16 | 0  |

| Hemma \ Borta  | England | Frankrike | Ryssland | Slovakien |
| Chelsea        | —       | 2–0       | 4–1      | 2–1       |
| Marseille      | 1–0     | —         | 0–1      | 1–0       |
| Spartak Moskva | 0–2     | 0–3       | —        | 3–0       |
| Žilina         | 1–4     | 0–7       | 1–2      | —         |

|       | 15 september 2010 | Marseille | 0 – 1   | Spartak Moskva         | Stade Vélodrome Marseille                       |                                                 |
| 20.45 | 20.45             |           | Rapport | Azpilicueta 81′ (sjm.) | Publik: 45 729 Domare: Florian Meyer (Tyskland) | Publik: 45 729 Domare: Florian Meyer (Tyskland) |
| 20.45 | 20.45             |           |         |                        | Publik: 45 729 Domare: Florian Meyer (Tyskland) | Publik: 45 729 Domare: Florian Meyer (Tyskland) |
| 20.45 | 20.45             |           |         |                        | Publik: 45 729 Domare: Florian Meyer (Tyskland) | Publik: 45 729 Domare: Florian Meyer (Tyskland) |

|       | 15 september 2010 | Žilina     | 1 – 4   | Chelsea                                  | Štadión pod Dubnom Žilina                            |                                                      |
| 20.45 | 20.45             | Oravec 55′ | Rapport | Essien 13′ Anelka 24′, 28′ Sturridge 48′ | Publik: 10 829 Domare: Björn Kuipers (Nederländerna) | Publik: 10 829 Domare: Björn Kuipers (Nederländerna) |
| 20.45 | 20.45             |            |         |                                          | Publik: 10 829 Domare: Björn Kuipers (Nederländerna) | Publik: 10 829 Domare: Björn Kuipers (Nederländerna) |
| 20.45 | 20.45             |            |         |                                          | Publik: 10 829 Domare: Björn Kuipers (Nederländerna) | Publik: 10 829 Domare: Björn Kuipers (Nederländerna) |

|       | 28 september 2010 | Spartak Moskva         | 3 – 0   | Žilina | Luzhniki Stadium Moskva                         |                                                 |
| 18.30 | 18.30             | Ari 34′, 61′ Ibson 89′ | Rapport |        | Publik: 33 124 Domare: Martin Hansson (Sverige) | Publik: 33 124 Domare: Martin Hansson (Sverige) |
| 18.30 | 18.30             |                        |         |        | Publik: 33 124 Domare: Martin Hansson (Sverige) | Publik: 33 124 Domare: Martin Hansson (Sverige) |
| 18.30 | 18.30             |                        |         |        | Publik: 33 124 Domare: Martin Hansson (Sverige) | Publik: 33 124 Domare: Martin Hansson (Sverige) |

|       | 28 september 2010 | Chelsea                    | 2 – 0   | Marseille | Stamford Bridge London                              |                                                     |
| 20.45 | 20.45             | Terry 7′ Anelka 28′ (str.) | Rapport |           | Publik: 40 675 Domare: Frank De Bleeckere (Belgien) | Publik: 40 675 Domare: Frank De Bleeckere (Belgien) |
| 20.45 | 20.45             |                            |         |           | Publik: 40 675 Domare: Frank De Bleeckere (Belgien) | Publik: 40 675 Domare: Frank De Bleeckere (Belgien) |
| 20.45 | 20.45             |                            |         |           | Publik: 40 675 Domare: Frank De Bleeckere (Belgien) | Publik: 40 675 Domare: Frank De Bleeckere (Belgien) |

|       | 19 oktober 2010 | Spartak Moskva | 0 – 2   | Chelsea                | Luzhniki Stadium Moskva                                  |                                                          |
| 18.30 | 18.30           |                | Rapport | Zhirkov 23′ Anelka 43′ | Publik: 70 012 Domare: Carlos Velasco Carballo (Spanien) | Publik: 70 012 Domare: Carlos Velasco Carballo (Spanien) |
| 18.30 | 18.30           |                |         |                        | Publik: 70 012 Domare: Carlos Velasco Carballo (Spanien) | Publik: 70 012 Domare: Carlos Velasco Carballo (Spanien) |
| 18.30 | 18.30           |                |         |                        | Publik: 70 012 Domare: Carlos Velasco Carballo (Spanien) | Publik: 70 012 Domare: Carlos Velasco Carballo (Spanien) |

|       | 19 oktober 2010 | Marseille   | 1 – 0   | Žilina | Stade Vélodrome Marseille                  |                                            |
| 20.45 | 20.45           | Diawara 48′ | Rapport |        | Publik: 49 250 Domare: István Vad (Ungern) | Publik: 49 250 Domare: István Vad (Ungern) |
| 20.45 | 20.45           |             |         |        | Publik: 49 250 Domare: István Vad (Ungern) | Publik: 49 250 Domare: István Vad (Ungern) |
| 20.45 | 20.45           |             |         |        | Publik: 49 250 Domare: István Vad (Ungern) | Publik: 49 250 Domare: István Vad (Ungern) |

|       | 3 november 2010 | Chelsea                                          | 4 – 1   | Spartak Moskva | Stamford Bridge London                        |                                               |
| 20.45 | 20.45           | Anelka 49′ Drogba 62′ (str.) Ivanovic 66′, 90+2′ | Rapport | Bazhenov 86′   | Publik: 40 477 Domare: Cüneyt Çakır (Turkiet) | Publik: 40 477 Domare: Cüneyt Çakır (Turkiet) |
| 20.45 | 20.45           |                                                  |         |                | Publik: 40 477 Domare: Cüneyt Çakır (Turkiet) | Publik: 40 477 Domare: Cüneyt Çakır (Turkiet) |
| 20.45 | 20.45           |                                                  |         |                | Publik: 40 477 Domare: Cüneyt Çakır (Turkiet) | Publik: 40 477 Domare: Cüneyt Çakır (Turkiet) |

|       | 3 november 2010 | Žilina | 0 – 7   | Marseille                                               | Štadión pod Dubnom Žilina                          |                                                    |
| 20.45 | 20.45           |        | Rapport | Gignac 12′, 21′, 54′ Heinze 24′ Rémy 36′ Lucho 52′, 63′ | Publik: 9 664 Domare: Stefan Johannesson (Sverige) | Publik: 9 664 Domare: Stefan Johannesson (Sverige) |
| 20.45 | 20.45           |        |         |                                                         | Publik: 9 664 Domare: Stefan Johannesson (Sverige) | Publik: 9 664 Domare: Stefan Johannesson (Sverige) |
| 20.45 | 20.45           |        |         |                                                         | Publik: 9 664 Domare: Stefan Johannesson (Sverige) | Publik: 9 664 Domare: Stefan Johannesson (Sverige) |

|       | 23 november 2010 | Spartak Moskva | 0 – 3   | Marseille                         | Luzhniki Stadium Moskva                          |                                                  |
| 18.30 | 18.30            |                | Rapport | Valbuena 18′ Rémy 54′ Brandão 68′ | Publik: 43 217 Domare: Wolfgang Stark (Tyskland) | Publik: 43 217 Domare: Wolfgang Stark (Tyskland) |
| 18.30 | 18.30            |                |         |                                   | Publik: 43 217 Domare: Wolfgang Stark (Tyskland) | Publik: 43 217 Domare: Wolfgang Stark (Tyskland) |
| 18.30 | 18.30            |                |         |                                   | Publik: 43 217 Domare: Wolfgang Stark (Tyskland) | Publik: 43 217 Domare: Wolfgang Stark (Tyskland) |

|       | 23 november 2010 | Chelsea                   | 2 – 1   | Žilina    | Stamford Bridge London                                  |                                                         |
| 20.45 | 20.45            | Sturridge 51′ Malouda 86′ | Rapport | Bello 19′ | Publik: 40 266 Domare: Robert Schörgenhofer (Österrike) | Publik: 40 266 Domare: Robert Schörgenhofer (Österrike) |
| 20.45 | 20.45            |                           |         |           | Publik: 40 266 Domare: Robert Schörgenhofer (Österrike) | Publik: 40 266 Domare: Robert Schörgenhofer (Österrike) |
| 20.45 | 20.45            |                           |         |           | Publik: 40 266 Domare: Robert Schörgenhofer (Österrike) | Publik: 40 266 Domare: Robert Schörgenhofer (Österrike) |

|       | 8 december 2010 | Marseille   | 1 – 0   | Chelsea | Stade Vélodrome Marseille                              |                                                        |
| 20.45 | 20.45           | Brandão 81′ | Rapport |         | Publik: 50 604 Domare: Vladislav Bezborodov (Ryssland) | Publik: 50 604 Domare: Vladislav Bezborodov (Ryssland) |
| 20.45 | 20.45           |             |         |         | Publik: 50 604 Domare: Vladislav Bezborodov (Ryssland) | Publik: 50 604 Domare: Vladislav Bezborodov (Ryssland) |
| 20.45 | 20.45           |             |         |         | Publik: 50 604 Domare: Vladislav Bezborodov (Ryssland) | Publik: 50 604 Domare: Vladislav Bezborodov (Ryssland) |

|       | 8 december 2010 | Žilina     | 1 – 2   | Spartak Moskva     | Štadión pod Dubnom Žilina                        |                                                  |
| 20.45 | 20.45           | Majtán 48′ | Rapport | Alex 54′ Ibson 61′ | Publik: 7 208 Domare: Kevin Blom (Nederländerna) | Publik: 7 208 Domare: Kevin Blom (Nederländerna) |
| 20.45 | 20.45           |            |         |                    | Publik: 7 208 Domare: Kevin Blom (Nederländerna) | Publik: 7 208 Domare: Kevin Blom (Nederländerna) |
| 20.45 | 20.45           |            |         |                    | Publik: 7 208 Domare: Kevin Blom (Nederländerna) | Publik: 7 208 Domare: Kevin Blom (Nederländerna) |

### Grupp G
| Nr | Lag         | S | V | O | F | GM | IM | MS  | P  |
| -- | ----------- | - | - | - | - | -- | -- | --- | -- |
| 1  | Real Madrid | 6 | 5 | 1 | 0 | 15 | 2  | +13 | 16 |
| 2  | AC Milan    | 6 | 2 | 2 | 2 | 7  | 7  | 0   | 8  |
| 3  | Ajax        | 6 | 2 | 1 | 3 | 6  | 10 | −4  | 7  |
| 4  | Auxerre     | 6 | 1 | 0 | 5 | 3  | 12 | −9  | 3  |

| Hemma \ Borta | Italien | Nederländerna | Frankrike | Spanien |
| AC Milan      | —       | 0–2           | 2–0       | 2–2     |
| Ajax          | 1–1     | —             | 2–1       | 0–4     |
| Auxerre       | 0–2     | 2–1           | —         | 0–1     |
| Real Madrid   | 2–0     | 2–0           | 4–0       | —       |

|       | 15 september 2010 | Real Madrid                  | 2 – 0   | Ajax | Santiago Bernabéu Stadium Madrid                 |                                                  |
| 20.45 | 20.45             | Anita 31′ (sjm.) Higuaín 73′ | Rapport |      | Publik: 69 639 Domare: Damir Skomina (Slovenien) | Publik: 69 639 Domare: Damir Skomina (Slovenien) |
| 20.45 | 20.45             |                              |         |      | Publik: 69 639 Domare: Damir Skomina (Slovenien) | Publik: 69 639 Domare: Damir Skomina (Slovenien) |
| 20.45 | 20.45             |                              |         |      | Publik: 69 639 Domare: Damir Skomina (Slovenien) | Publik: 69 639 Domare: Damir Skomina (Slovenien) |

|       | 15 september 2010 | AC Milan             | 2 – 0   | Auxerre | San Siro Milano                                  |                                                  |
| 20.45 | 20.45             | Ibrahimović 66′, 69′ | Rapport |         | Publik: 69 317 Domare: Cristian Balaj (Rumänien) | Publik: 69 317 Domare: Cristian Balaj (Rumänien) |
| 20.45 | 20.45             |                      |         |         | Publik: 69 317 Domare: Cristian Balaj (Rumänien) | Publik: 69 317 Domare: Cristian Balaj (Rumänien) |
| 20.45 | 20.45             |                      |         |         | Publik: 69 317 Domare: Cristian Balaj (Rumänien) | Publik: 69 317 Domare: Cristian Balaj (Rumänien) |

|       | 28 september 2010 | Auxerre | 0 – 1   | Real Madrid  | Stade de l'Abbé–Deschamps Auxerre                |                                                  |
| 20.45 | 20.45             |         | Rapport | Di María 81′ | Publik: 19 525 Domare: Claus Bo Larsen (Danmark) | Publik: 19 525 Domare: Claus Bo Larsen (Danmark) |
| 20.45 | 20.45             |         |         |              | Publik: 19 525 Domare: Claus Bo Larsen (Danmark) | Publik: 19 525 Domare: Claus Bo Larsen (Danmark) |
| 20.45 | 20.45             |         |         |              | Publik: 19 525 Domare: Claus Bo Larsen (Danmark) | Publik: 19 525 Domare: Claus Bo Larsen (Danmark) |

|       | 28 september 2010 | Ajax            | 1 – 1   | AC Milan        | Amsterdam Arena Amsterdam                     |                                               |
| 20.45 | 20.45             | El Hamdaoui 23′ | Rapport | Ibrahimović 37′ | Publik: 51 276 Domare: Felix Brych (Tyskland) | Publik: 51 276 Domare: Felix Brych (Tyskland) |
| 20.45 | 20.45             |                 |         |                 | Publik: 51 276 Domare: Felix Brych (Tyskland) | Publik: 51 276 Domare: Felix Brych (Tyskland) |
| 20.45 | 20.45             |                 |         |                 | Publik: 51 276 Domare: Felix Brych (Tyskland) | Publik: 51 276 Domare: Felix Brych (Tyskland) |

|       | 19 oktober 2010 | Ajax                   | 2 – 1   | Auxerre   | Amsterdam Arena Amsterdam                              |                                                        |
| 20.45 | 20.45           | De Zeeuw 7′ Suárez 41′ | Rapport | Birsa 56′ | Publik: 51 383 Domare: Olegário Benquerença (Portugal) | Publik: 51 383 Domare: Olegário Benquerença (Portugal) |
| 20.45 | 20.45           |                        |         |           | Publik: 51 383 Domare: Olegário Benquerença (Portugal) | Publik: 51 383 Domare: Olegário Benquerença (Portugal) |
| 20.45 | 20.45           |                        |         |           | Publik: 51 383 Domare: Olegário Benquerença (Portugal) | Publik: 51 383 Domare: Olegário Benquerença (Portugal) |

|       | 19 oktober 2010 | Real Madrid          | 2 – 0   | AC Milan | Santiago Bernabéu Stadium Madrid                |                                                 |
| 20.45 | 20.45           | Ronaldo 13′ Özil 14′ | Rapport |          | Publik: 71 657 Domare: Pedro Proença (Portugal) | Publik: 71 657 Domare: Pedro Proença (Portugal) |
| 20.45 | 20.45           |                      |         |          | Publik: 71 657 Domare: Pedro Proença (Portugal) | Publik: 71 657 Domare: Pedro Proença (Portugal) |
| 20.45 | 20.45           |                      |         |          | Publik: 71 657 Domare: Pedro Proença (Portugal) | Publik: 71 657 Domare: Pedro Proença (Portugal) |

|       | 3 november 2010 | Auxerre                   | 2 – 1   | Ajax             | Stade de l'Abbé–Deschamps Auxerre                 |                                                   |
| 20.45 | 20.45           | Sammaritano 9′ Langil 84′ | Rapport | Alderweireld 79′ | Publik: 18 727 Domare: Mark Clattenburg (England) | Publik: 18 727 Domare: Mark Clattenburg (England) |
| 20.45 | 20.45           |                           |         |                  | Publik: 18 727 Domare: Mark Clattenburg (England) | Publik: 18 727 Domare: Mark Clattenburg (England) |
| 20.45 | 20.45           |                           |         |                  | Publik: 18 727 Domare: Mark Clattenburg (England) | Publik: 18 727 Domare: Mark Clattenburg (England) |

|       | 3 november 2010 | AC Milan         | 2 – 2   | Real Madrid            | San Siro Milano                              |                                              |
| 20.45 | 20.45           | Inzaghi 68′, 78′ | Rapport | Higuaín 45′ León 90+4′ | Publik: 76 357 Domare: Howard Webb (England) | Publik: 76 357 Domare: Howard Webb (England) |
| 20.45 | 20.45           |                  |         |                        | Publik: 76 357 Domare: Howard Webb (England) | Publik: 76 357 Domare: Howard Webb (England) |
| 20.45 | 20.45           |                  |         |                        | Publik: 76 357 Domare: Howard Webb (England) | Publik: 76 357 Domare: Howard Webb (England) |

|       | 23 november 2010 | Ajax | 0 – 4   | Real Madrid                                     | Amsterdam Arena Amsterdam                        |                                                  |
| 20.45 | 20.45            |      | Rapport | Benzema 36′ Arbeloa 44′ Ronaldo 70′, 81′ (str.) | Publik: 48 491 Domare: Craig Thomson (Skottland) | Publik: 48 491 Domare: Craig Thomson (Skottland) |
| 20.45 | 20.45            |      |         |                                                 | Publik: 48 491 Domare: Craig Thomson (Skottland) | Publik: 48 491 Domare: Craig Thomson (Skottland) |
| 20.45 | 20.45            |      |         |                                                 | Publik: 48 491 Domare: Craig Thomson (Skottland) | Publik: 48 491 Domare: Craig Thomson (Skottland) |

|       | 23 november 2010 | Auxerre | 0 – 2   | AC Milan                         | Stade de l'Abbé–Deschamps Auxerre                |                                                  |
| 20.45 | 20.45            |         | Rapport | Ibrahimović 64′ Ronaldinho 90+1′ | Publik: 19 244 Domare: Damir Skomina (Slovenien) | Publik: 19 244 Domare: Damir Skomina (Slovenien) |
| 20.45 | 20.45            |         |         |                                  | Publik: 19 244 Domare: Damir Skomina (Slovenien) | Publik: 19 244 Domare: Damir Skomina (Slovenien) |
| 20.45 | 20.45            |         |         |                                  | Publik: 19 244 Domare: Damir Skomina (Slovenien) | Publik: 19 244 Domare: Damir Skomina (Slovenien) |

|       | 8 december 2010 | Real Madrid                       | 4 – 0   | Auxerre | Santiago Bernabéu Stadium Madrid                |                                                 |
| 20.45 | 20.45           | Benzema 12′, 72′, 88′ Ronaldo 49′ | Rapport |         | Publik: 54 917 Domare: Serge Gumienny (Belgien) | Publik: 54 917 Domare: Serge Gumienny (Belgien) |
| 20.45 | 20.45           |                                   |         |         | Publik: 54 917 Domare: Serge Gumienny (Belgien) | Publik: 54 917 Domare: Serge Gumienny (Belgien) |
| 20.45 | 20.45           |                                   |         |         | Publik: 54 917 Domare: Serge Gumienny (Belgien) | Publik: 54 917 Domare: Serge Gumienny (Belgien) |

|       | 8 december 2010 | AC Milan | 0 – 2   | Ajax                          | San Siro Milano                                  |                                                  |
| 20.45 | 20.45           |          | Rapport | De Zeeuw 57′ Alderweireld 66′ | Publik: 72 960 Domare: Claus Bo Larsen (Danmark) | Publik: 72 960 Domare: Claus Bo Larsen (Danmark) |
| 20.45 | 20.45           |          |         |                               | Publik: 72 960 Domare: Claus Bo Larsen (Danmark) | Publik: 72 960 Domare: Claus Bo Larsen (Danmark) |
| 20.45 | 20.45           |          |         |                               | Publik: 72 960 Domare: Claus Bo Larsen (Danmark) | Publik: 72 960 Domare: Claus Bo Larsen (Danmark) |

### Grupp H
| Nr | Lag              | S | V | O | F | GM | IM | MS  | P  |
| -- | ---------------- | - | - | - | - | -- | -- | --- | -- |
| 1  | Sjachtar Donetsk | 6 | 5 | 0 | 1 | 12 | 6  | +6  | 15 |
| 2  | Arsenal          | 6 | 4 | 0 | 2 | 18 | 7  | +11 | 12 |
| 3  | Braga            | 6 | 3 | 0 | 3 | 5  | 11 | −6  | 9  |
| 4  | Partizan         | 6 | 0 | 0 | 6 | 2  | 13 | −11 | 0  |

| Hemma \ Borta    | England | Portugal | Serbien | Ukraina |
| Arsenal          | —       | 6–0      | 3–1     | 5–1     |
| Braga            | 2–0     | —        | 2–0     | 0–3     |
| Partizan         | 1–3     | 0–1      | —       | 0–3     |
| Sjachtar Donetsk | 2–1     | 2–0      | 1–0     | —       |

|       | 15 september 2010 | Arsenal                                                        | 6 – 0   | Braga | Emirates Stadium London                        |                                                |
| 20.45 | 20.45             | Fàbregas 9′ (str.), 53′ Arshavin 30′ Chamakh 34′ Vela 69′, 84′ | Rapport |       | Publik: 59 333 Domare: Alain Hamer (Luxemburg) | Publik: 59 333 Domare: Alain Hamer (Luxemburg) |
| 20.45 | 20.45             |                                                                |         |       | Publik: 59 333 Domare: Alain Hamer (Luxemburg) | Publik: 59 333 Domare: Alain Hamer (Luxemburg) |
| 20.45 | 20.45             |                                                                |         |       | Publik: 59 333 Domare: Alain Hamer (Luxemburg) | Publik: 59 333 Domare: Alain Hamer (Luxemburg) |

|       | 15 september 2010 | Sjachtar Donetsk | 1 – 0   | Partizan | Donbass Arena Donetsk                                    |                                                          |
| 20.45 | 20.45             | Srna 71′         | Rapport |          | Publik: 48 512 Domare: Carlos Velasco Carballo (Spanien) | Publik: 48 512 Domare: Carlos Velasco Carballo (Spanien) |
| 20.45 | 20.45             |                  |         |          | Publik: 48 512 Domare: Carlos Velasco Carballo (Spanien) | Publik: 48 512 Domare: Carlos Velasco Carballo (Spanien) |
| 20.45 | 20.45             |                  |         |          | Publik: 48 512 Domare: Carlos Velasco Carballo (Spanien) | Publik: 48 512 Domare: Carlos Velasco Carballo (Spanien) |

|       | 28 september 2010 | Partizan        | 1 – 3   | Arsenal                                | Stadion FK Partizan Belgrad                      |                                                  |
| 20.45 | 20.45             | Cléo 33′ (str.) | Rapport | Arshavin 15′ Chamakh 71′ Squillaci 82′ | Publik: 29 348 Domare: Wolfgang Stark (Tyskland) | Publik: 29 348 Domare: Wolfgang Stark (Tyskland) |
| 20.45 | 20.45             |                 |         |                                        | Publik: 29 348 Domare: Wolfgang Stark (Tyskland) | Publik: 29 348 Domare: Wolfgang Stark (Tyskland) |
| 20.45 | 20.45             |                 |         |                                        | Publik: 29 348 Domare: Wolfgang Stark (Tyskland) | Publik: 29 348 Domare: Wolfgang Stark (Tyskland) |

|       | 28 september 2010 | Braga | 0 – 3   | Sjachtar Donetsk                                 | Estádio Municipal de Braga Braga                  |                                                   |
| 20.45 | 20.45             |       | Rapport | Luiz Adriano 56′, 72′ Douglas Costa 90+2′ (str.) | Publik: 12 083 Domare: Kevin Blom (Nederländerna) | Publik: 12 083 Domare: Kevin Blom (Nederländerna) |
| 20.45 | 20.45             |       |         |                                                  | Publik: 12 083 Domare: Kevin Blom (Nederländerna) | Publik: 12 083 Domare: Kevin Blom (Nederländerna) |
| 20.45 | 20.45             |       |         |                                                  | Publik: 12 083 Domare: Kevin Blom (Nederländerna) | Publik: 12 083 Domare: Kevin Blom (Nederländerna) |

|       | 19 oktober 2010 | Braga                | 2 – 0   | Partizan | Estádio Municipal de Braga Braga                   |                                                    |
| 20.45 | 20.45           | Lima 35′ Matheus 90′ | Rapport |          | Publik: 11 454 Domare: Laurent Duhamel (Frankrike) | Publik: 11 454 Domare: Laurent Duhamel (Frankrike) |
| 20.45 | 20.45           |                      |         |          | Publik: 11 454 Domare: Laurent Duhamel (Frankrike) | Publik: 11 454 Domare: Laurent Duhamel (Frankrike) |
| 20.45 | 20.45           |                      |         |          | Publik: 11 454 Domare: Laurent Duhamel (Frankrike) | Publik: 11 454 Domare: Laurent Duhamel (Frankrike) |

|       | 19 oktober 2010 | Arsenal                                                         | 5 – 1   | Sjachtar Donetsk | Emirates Stadium London                          |                                                  |
| 20.45 | 20.45           | Song 19′ Nasri 42′ Fàbregas 60′ (str.) Wilshere 66′ Chamakh 69′ | Rapport | Eduardo 82′      | Publik: 60 016 Domare: Svein Oddvar Moen (Norge) | Publik: 60 016 Domare: Svein Oddvar Moen (Norge) |
| 20.45 | 20.45           |                                                                 |         |                  | Publik: 60 016 Domare: Svein Oddvar Moen (Norge) | Publik: 60 016 Domare: Svein Oddvar Moen (Norge) |
| 20.45 | 20.45           |                                                                 |         |                  | Publik: 60 016 Domare: Svein Oddvar Moen (Norge) | Publik: 60 016 Domare: Svein Oddvar Moen (Norge) |

|       | 3 november 2010 | Partizan | 0 – 1   | Braga      | Stadion FK Partizan Belgrad                     |                                                 |
| 20.45 | 20.45           |          | Rapport | Moisés 35′ | Publik: 28 295 Domare: Martin Hansson (Sverige) | Publik: 28 295 Domare: Martin Hansson (Sverige) |
| 20.45 | 20.45           |          |         |            | Publik: 28 295 Domare: Martin Hansson (Sverige) | Publik: 28 295 Domare: Martin Hansson (Sverige) |
| 20.45 | 20.45           |          |         |            | Publik: 28 295 Domare: Martin Hansson (Sverige) | Publik: 28 295 Domare: Martin Hansson (Sverige) |

|       | 3 november 2010 | Sjachtar Donetsk            | 2 – 1   | Arsenal     | Donbass Arena Donetsk                            |                                                  |
| 20.45 | 20.45           | Chygrynskiy 28′ Eduardo 45′ | Rapport | Walcott 10′ | Publik: 51 153 Domare: Massimo Busacca (Schweiz) | Publik: 51 153 Domare: Massimo Busacca (Schweiz) |
| 20.45 | 20.45           |                             |         |             | Publik: 51 153 Domare: Massimo Busacca (Schweiz) | Publik: 51 153 Domare: Massimo Busacca (Schweiz) |
| 20.45 | 20.45           |                             |         |             | Publik: 51 153 Domare: Massimo Busacca (Schweiz) | Publik: 51 153 Domare: Massimo Busacca (Schweiz) |

|       | 23 november 2010 | Braga              | 2 – 0   | Arsenal | Estádio Municipal de Braga Braga              |                                               |
| 20.45 | 20.45            | Matheus 83′, 90+3′ | Rapport |         | Publik: 14 809 Domare: Viktor Kassai (Ungern) | Publik: 14 809 Domare: Viktor Kassai (Ungern) |
| 20.45 | 20.45            |                    |         |         | Publik: 14 809 Domare: Viktor Kassai (Ungern) | Publik: 14 809 Domare: Viktor Kassai (Ungern) |
| 20.45 | 20.45            |                    |         |         | Publik: 14 809 Domare: Viktor Kassai (Ungern) | Publik: 14 809 Domare: Viktor Kassai (Ungern) |

|       | 23 november 2010 | Partizan | 0 – 3   | Sjachtar Donetsk                      | Stadion FK Partizan Belgrad                         |                                                     |
| 20.45 | 20.45            |          | Rapport | Stepanenko 52′ Jádson 59′ Eduardo 68′ | Publik: 17 473 Domare: Frank De Bleeckere (Belgien) | Publik: 17 473 Domare: Frank De Bleeckere (Belgien) |
| 20.45 | 20.45            |          |         |                                       | Publik: 17 473 Domare: Frank De Bleeckere (Belgien) | Publik: 17 473 Domare: Frank De Bleeckere (Belgien) |
| 20.45 | 20.45            |          |         |                                       | Publik: 17 473 Domare: Frank De Bleeckere (Belgien) | Publik: 17 473 Domare: Frank De Bleeckere (Belgien) |

|       | 8 december 2010 | Arsenal                                     | 3 – 1   | Partizan | Emirates Stadium London                            |                                                    |
| 20.45 | 20.45           | Van Persie 30′ (str.) Walcott 73′ Nasri 77′ | Rapport | Cléo 52′ | Publik: 58 845 Domare: Paolo Tagliavento (Italien) | Publik: 58 845 Domare: Paolo Tagliavento (Italien) |
| 20.45 | 20.45           |                                             |         |          | Publik: 58 845 Domare: Paolo Tagliavento (Italien) | Publik: 58 845 Domare: Paolo Tagliavento (Italien) |
| 20.45 | 20.45           |                                             |         |          | Publik: 58 845 Domare: Paolo Tagliavento (Italien) | Publik: 58 845 Domare: Paolo Tagliavento (Italien) |

|       | 8 december 2010 | Sjachtar Donetsk         | 2 – 0   | Braga | Donbass Arena Donetsk                         |                                               |
| 20.45 | 20.45           | Rat 78′ Luiz Adriano 83′ | Rapport |       | Publik: 47 627 Domare: Felix Brych (Tyskland) | Publik: 47 627 Domare: Felix Brych (Tyskland) |
| 20.45 | 20.45           |                          |         |       | Publik: 47 627 Domare: Felix Brych (Tyskland) | Publik: 47 627 Domare: Felix Brych (Tyskland) |
| 20.45 | 20.45           |                          |         |       | Publik: 47 627 Domare: Felix Brych (Tyskland) | Publik: 47 627 Domare: Felix Brych (Tyskland) |